# 圣彼得罗-维米纳里奥
圣彼得罗-维米纳里奥（義大利語：San Pietro Viminario）是意大利威尼托大区帕多瓦省的一个市镇。总面积13.33平方公里，人口2957人，人口密度221.8人/平方公里（2009年）。国家统计（ISTAT）代码为028079。